# Henriette Sauret
Henriette Sauret (* 1890; † 1976) war eine französische Feministin, Pazifistin und Schriftstellerin.

## Leben
Henriette Sauret wurde 1890 als Tochter von General Henry Sébastien Sauret und Eva Boucher geboren. Sie heiratete den Journalisten André Arnyvelde.
Sauret schrieb Beiträge für Le Dimanche illustré und La Fronde sowie regelmäßig politische Artikel für La Voix des femmes. Ihre Gedichte wurden in L’œil de veau veröffentlicht. 1918 und erneut im darauffolgenden Jahr veröffentlichte Sauret zwei Gedichtbände mit kriegsbezogenen Gedichten, Les Forces détournées und L’Amour à la Géhenne, deren Thema die schädlichen Auswirkungen des Krieges auf Frauen waren. Als feministische Literaturkritikerin äußerte sie sich weniger positiv über andere feministische pazifistische Bücher als andere erfahrene Rezensenten.
Zusammen mit Jeanne Bouvier und André Mariani (dem Ehemann von Marie-Louise Bouglé) war Sauret Mitglied der Association des amis de la bibliothèque de Marie-Louise Bouglé (Verein der Freunde der Bibliothek von Marie-Louise Bouglé). Sie war Mitglied der Union française pour le suffrage des femmes (Französische Union für das Frauenwahlrecht).
Sie wurde als radikale Feministin bezeichnet, als sie 1919 über die Bubiköpfe von Frauen als „Geste der Unabhängigkeit; ein persönliches Bestreben“ sprach.
Henriette Sauret starb 1976. Erik Satie widmete ihr seine Observations d’un imbécile (Moi).

## Werke (Auswahl)
- Je respire, 1913
- Les forces détournées, 1914–1917, 1918
- L’amour à la géhenne : poème, 1919
- Isadora Duncan, impératrice errante, 1928
- Le Laurier de la vallée, 1933
- Une apôtre sociale: Marie-Louise Bouglé, 1938
- Des Roses! Poésie d’Henriette Sauret